# Диелектрични загуби
tgδ (Тангенс делта) е основна характеристика за всеки диелектрик – δ се нарича ъгъла на диелектрични загуби.
Тази характеристика е число без дименсия, по-малко от 1.
Диелектрик поставен в електрическо поле, превръща част от енергията на полето в топлина, в резултат на което се загрява.
Тази енергия се нарича диелектрични загуби.
Пълните диелектрични загуби Р при променливо напрежение с честота f са:
Р = U2 ω C tgδ, [W],
а специфичните диелектрични загуби:
p = E2 ω ε0 εr tgδ, [W/m3],
където
U е приложеното напрежение, V;

Е – интензитета на полето, V/m;

ω – кръговата честота, ω = 2πf, s-1.